# Jean-François Larios
Jean-François Larios (Sidi Bel Abbès,  1956. augusztus 27. –) válogatott francia labdarúgó, középpályás.

## Pályafutása

### Klubcsapatban
Algériában született ún. feketelábú családban. A Bourbaki de Pau és a Jeanne d'Arc du Béarn csapataiban kezdte a labdarúgást. 1973 és 1982 között a Saint-Étienne játékosa volt. Az 1977–78-as idényben kölcsönben szerepelt a Bastia csapatában. A Saint-Étienne-nel három bajnoki címet és két francia kupa győzelmet ért el. 1983-ban a spanyol Atlético Madrid, 1983-84-ben a kanadai Montreal Manic, 1984-ben a svájci Neuchâtel Xamax együttesében játszott. 1984-ben hazatért Franciaországba és az Olympique Lyon játékosa lett. 1985-86-ban az RC Strasbourg, 1986-87-ben az OGC Nice, 1988-ban a Montpellier HSC csapataiban játszott. 1988-ban vonult vissza az aktív labdarúgástól.

### A válogatottban
1978 és 1982 között 17 alkalommal szerepelt a francia válogatottban és öt gólt szerzett. Részt vett az 1982-es spanyolországi világbajnokságon.

## Sikerei, díjai
Franciaország
- Világbajnokság
  - 4.: 1982, Spanyolország

 Saint-Étienne
- Francia bajnokság
  - bajnok: 1974–75, 1975–76, 1980–81
- Francia kupa (Coupe de France)
  - döntős: 1975, 1977